# JAP (entreprise)
Pour les articles homonymes, voir JAP.

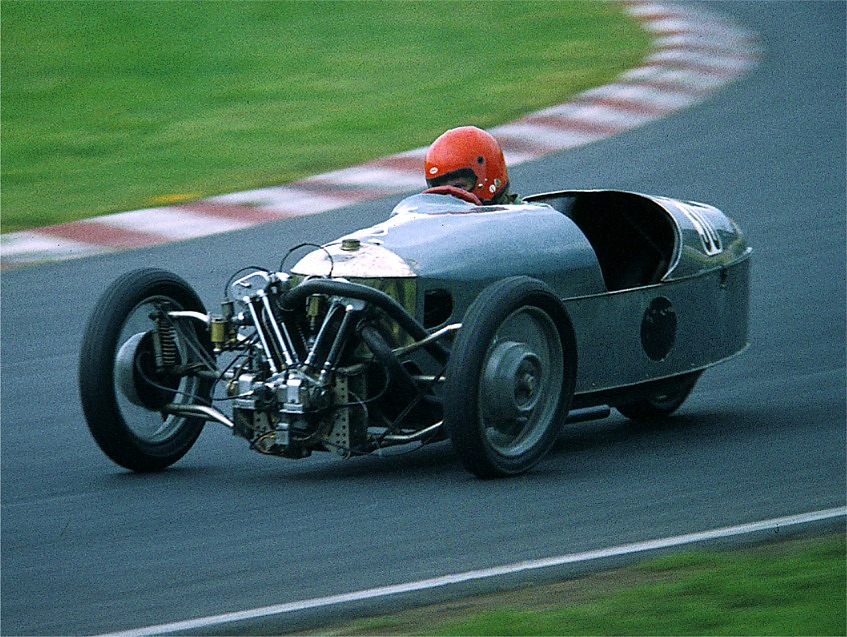
Une Morgan tricycle à moteur V2 JAP de 1,1 litre (1932)

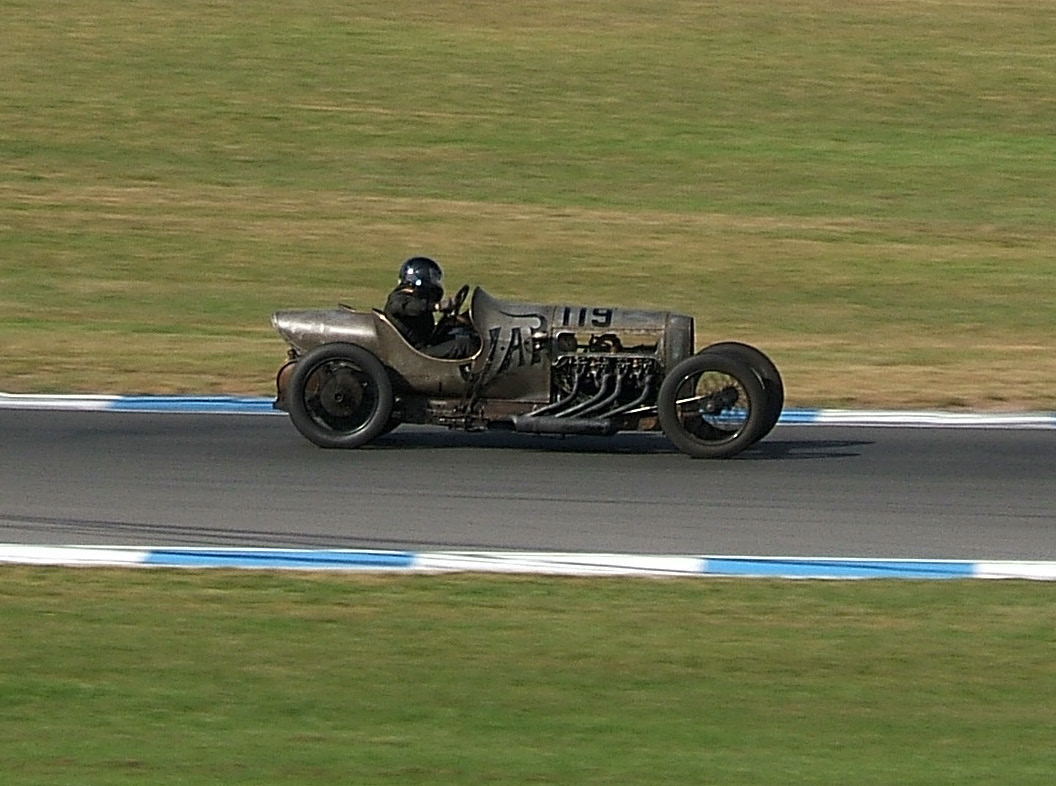
Une GN à moteur V8 JAP de 5.1 litres

John A. Prestwich & Co. est une compagnie d'ingénierie britannique fondée en 1895 à Tottenham par l'ingénieur John Alfred Prestwich qui lui donne son nom (d'où le sigle « J.A.P »). Elle a produit des moteurs pour les motos, l'automobile, l'aviation et aussi des moteurs industriels (pompes, machines agricoles, etc.). Elle produira même de l'équipement cinématographique (caméras, projecteurs, etc.).

## Histoire
La firme produit des motocyclettes de 1903 (date d'entrée en fabrication de son premier moteur) à 1908, date à partir de laquelle la compagnie se concentre sur les moteurs.
Dès 1910, des constructeurs automobiles anglais de petites séries comme Morgan Motor ou Reliant utilisent des moteurs JAP. Cette utilisation va s'étendre à la compétition automobile après la Seconde Guerre mondiale, particulièrement dans les catégories légères comme la Formule 3, après des développements apportés par John Cooper en 1946. La F3 Cooper 500 est équipée d'un monocylindre (de moto) Speedway J.A.P de 497 cm3 disposé à l'arrière, avec transmission par chaine. D'autres monoplaces seront équipées du V-Twin de 1 000 cm3 de la marque.
En 1948, la production est reprise par Villiers Engineering, un constructeur de moteurs de motos, et la compagnie devient J.A. Prestwich & Co. Ltd. avant de devenir J.A. Prestwich Industries, Ltd. dans les années 1950. Elle sera complètement intégrée par Villiers en 1957 et son bureau d'ingénierie de Northumberland Park ferme en 1963.

## Formule 1
Le moteur JAP est entré dans les annales de la Formule 1 comme étant le premier moteur installé sur une Cooper de Formule 1. 
La Cooper T12 recevait en effet ce petit bloc à deux cylindres en V à 60° de 1 100 cm3 en une originale position centrale arrière révolutionnaire à l'époque. Le fait de disposer le moteur à l'arrière permettait de disposer d'une motricité constante alors que les voitures à moteur avant perdaient leur motricité au fur et à mesure que le réservoir d'essence se vidait. 
La Cooper T12-JAP fait ses débuts en compétition au GP de Monaco 1950 et est confiée à Harry Schell. Schell ne réussit pas à établir de temps en qualification et s'élance donc de la dernière place sur la grille. De plus il est impliqué (comme 8 autres pilotes) dans l'énorme carambolage du premier tour provoqué par Giuseppe Farina. Cooper, échaudé par cette expérience, quitte la compétition et ne retrouve le chemin de la F1 qu'en 1952 mais entre-temps, il troque le petit V2 JAP contre un Bristol BS1. Ainsi le moteur JAP n'a disputé qu'un seul Grand Prix de Formule 1 et ne put jamais démontrer son potentiel réel.